# Tim Skelton
Tim Skelton (* 1958 im Vereinigten Königreich) ist ein britischer Autor von Reiseliteratur, der sich auch mit Bierkultur befasst.

## Leben
Skelton, der in Brighton aufwuchs, bereiste ab dem Jahr 1980 etwa 80 Länder in sechs Kontinenten. Seit 1989 lebt er in Eindhoven, wo er für das Niederländische Energie- und Umweltamt arbeitete.
Skelton bezeichnet sich selbst als Beer and travel writer. Er veröffentlichte Around Amsterdam in 80 beers (2010), Beer in the Netherlands (2014) sowie den Bradt Travel Guide Luxembourg (2008). Er war Mitautor anderer Bier- und Reiseführer und veröffentlichte Zeitschriftenartikel.

## Schriften (Auswahl)
- Snorri goes to York and other stories. Mit Illustrationen von Fliss Elsom-Cook. Book Guild, Lewes 1997. OCLC 43529917
- Luxembourg. The Bradt travel guide. Bucks. Bradt Travel Guides, 4. Auflage, England 2018. ISBN 978-1-78-477600-8
- Around Amsterdam in 80 beers. Cogan & Mater, Cambridge 2010. ISBN 9780954778965
- Beer in the Netherlands. The Homewood Press, Hertfordshire 2014. ISBN 978-0-95-727871-4
- mit Karin Engelbrecht, Lily Heaton, Liz Humphreys: Fodor's Amsterdam. Fodor's Travel, New York 2018. ISBN 978-0-14-754700-2
- mit Mary-Ann Gallagher: Brussels OCLC 750710993

## Auszeichnungen
- 2009: Writers Bureau 20th Anniversary Award[4]
- 2014: Silver Award, Greene King IPA Award for Best Beer & Travel Writer[5]